# Битка на Самокову (1878)
Битка на Самокову (16-22. јануара 1878), последња битка Другог српско-турског рата (1877-1878).

## Позадина
После ослобођења Ниша (10. јануара 1878) и руског пробоја код Шипке и заузимања Софије, српска војска имала је одрешене руке за наступање према Косову и Врању. У том смислу, краљ Милан је 17. јануара 1878. наредио да се започне офанзива на јужном и западном фронту. Шумадијски корпус упућен је долином Јужне Мораве према Врању, с тим да после заузимања Врања скрене преко Гњилана на Приштину. У исто време, два корпуса под командом генерала Милојка Лешјанина упућена су према Косову, и то Моравски корпус долином Топлице до Куршумлије, а одатле долином Бањске и гребеном Самокова и Преполца ка Подујеву, а Тимочки корпус долином Јабланице и Пусте реке преко Медвеђе ка Приштини. У пракси, овај покрет било је лакше наредити него извести, пошто је предвиђени правац Моравског корпуса прелазио преко низа планинских гребена, који су браниоцима пружали идеалне услове за одбрану, док је правац Тимочког корпуса ишао преко планинског земљишта без путева, које је у зимским условима било практично непроходно.